# K Bye for Now (SWT Live)
K Bye for Now (SWT Live) (gestileerd in onderkast) is het eerste livealbum van de Amerikaanse zangeres Ariana Grande. Het album bevat de nummers die Grande bracht tijdens haar Sweetener World Tour. Het livealbum werd uitgebracht op 23 december 2019 door Republic Records.

## Nummers
| Nr.          | Titel                                                  | Schrijver(s) | Duur  |
| ------------ | ------------------------------------------------------ | --- | ----- |
| 1.           | "Raindrops (An Angel Cried)"                           | Bob Gaudio | 0:43  |
| 2.           | "God Is a Woman"                                       | Ariana Grande, Ilya Salmanzadeh, Max Martin, Savan Kotecha & Rickard Göransson                                                                   | 3:33  |
| 3.           | "Bad Idea"                                             | Grande, Salmanzadeh, Martin, Kotecha & Peter Svensson                                                                                            | 3:32  |
| 4.           | "Break Up with Your Girlfriend, I'm Bored"             | Grande, Salmanzadeh, Martin Kotecha, Kandi Burruss & Kevin Briggs                                                                                | 3:43  |
| 5.           | "R.E.M"                                                | Grande & Pharrell Williams | 2:57  |
| 6.           | "Be Alright"                                           | Grande, Thomas Brown, Victoria McCants, Khaled Rohaim, Lewis Hughes, Nicholas Audino & Willie Tafa                                               | 2:54  |
| 7.           | "Sweetener"                                            | Grande & Williams | 2:54  |
| 8.           | "Successful"                                           | Grande & Williams | 2:05  |
| 9.           | "Side to Side" (feat. Nicki Minaj)                     | Grande, Salmanzadeh, Martin Kotecha, Onika Maraj, Alexander Kronlund, Ophlin Russell, Thom Bell, William Hart & Winston Riley                    | 4:20  |
| 10.          | "7 rings"                                              | Grande, Brown, McCants, Tayla Parx, Charles Anderson, Michael Foster, Kimberly Krysiuk, Njomza Vitia, Oscar Hammerstein II & Richard Rodgers     | 3:46  |
| 11.          | "Love Me Harder"                                       | Martin, Kotecha, Svensson, Abel Tesfaye, Ahmad Balshe & Ali Payami                                                                               | 1:23  |
| 12.          | "Breathin"                                             | Grande, Kotecha, Svensson & Salmanzadeh | 3:28  |
| 13.          | "Needy"                                                | Grande, Brown, McCants & Parx | 2:54  |
| 14.          | "Fake Smile"                                           | Grande, Andrew Wansel, Joseph Frierson, Justin Tranter, Kennedi Lykken, Mary Lou Frierson, Nathan Perez & Priscilla Renea                        | 3:25  |
| 15.          | "Make Up"                                              | Grande, Brown, McCants, Parx & Brian Baptiste | 2:18  |
| 16.          | "Right There" (feat. Big Sean)                         | Grande, Al Sherrod Lambert, Carmen Reece, Harmony Samuels, Joseph Bereal James "J-Doe" Smith, Jeff Lorber, Sean Anderson                         | 1:39  |
| 17.          | "You'll Never Know"                                    | Antonio Dixon, Kenneth Edmonds, Khristopher Riddick-Tynes & Leon Thomas III                                                                      | 1:21  |
| 18.          | "Break Your Heart Right Back" (feat. Childish Gambino) | Wansel, Bernard Edwards, Christopher Wallace, Donald Glover, Kirby Dockery, Mason Betha, Nile Rodgers, Sean Combs, Steven Jordan & Warren Felder | 2:14  |
| 19.          | "NASA"                                                 | Grande, Brown, McCants, Parx & C. Anderson | 3:05  |
| 20.          | "Tattooed Heart"                                       | Grande, Dixon, Edmonds, Riddick-Tynes, Thomas, Matt Squire & Sean Foreman                                                                        | 3:23  |
| 21.          | "Only 1"                                               | Grande, Brown, McCants, Travis Sayles & Dennis Jenkins                                                                                           | 2:42  |
| 22.          | "Goodnight n Go"                                       | Grande, Brown, McCants, C. Anderson, Foster & Imogen Heap                                                                                        | 3:08  |
| 23.          | "Get Well Soon"                                        | Grande & Williams | 3:27  |
| 24.          | "In My Head" (interlude)                               | Grande, Wansel, Perez, Brittany Coney, Denisia Andrews, Lindel Deon Nelson, Jr. & Jameel Roberts                                                 | 2:30  |
| 25.          | "Everytime"                                            | Grande, Salmanzadeh, Martin & Kotecha | 2:11  |
| 26.          | "The Light Is Coming" (feat. Nicki Minaj)              | Grande, Williams & Maraj | 2:10  |
| 27.          | "Into You"                                             | Grande, Salmanzadeh, Martin, Kotecha & Kronlund                                                                                                  | 2:59  |
| 28.          | "My Heart Belongs to Daddy" (interlude)                | Cole Porter | 1:47  |
| 29.          | "Dangerous Woman"                                      | Martin, Johan Carlsson & Ross Golan | 3:53  |
| 30.          | "Break Free"                                           | Martin, Kotecha & Anton Zaslavski | 2:31  |
| 31.          | "No Tears Left to Cry"                                 | Grande, Salmanzadeh, Martin & Kotecha | 3:53  |
| 32.          | "Thank U, Next"                                        | Grande, Brown, McCants, Parx, C. Anderson, Foster, Krysiuk & Vitia                                                                               | 6:29  |
| Totale duur: | Totale duur:                                           | Totale duur: | 93:17 |

Opmerkingen
- Alle nummers zijn gestileerd in onderkast
- Alle nummers worden benoemd met "– live" achteraan